# Альберта (город, Миннесота)
Альбе́рта (англ. Alberta) — город в округе Стивенс, штат Миннесота, США. На площади 0,7 км² (0,7 км² — суша, водоёмов нет), согласно переписи 2002 года, проживают 142 человека. Плотность населения составляет 198,2 чел./км².
- Телефонный код города — 320
- Почтовый индекс — 56207
- FIPS-код города — 27-00676[1]
- GNIS-идентификатор — 0639249[2]